# Johann Rudolf Ahle
Johann Rudolf Ahle (Mühlhausen, 24 december 1625 - aldaar, 9 juli 1673) was een Duitse barokcomponist en organist.

## Levensloop
Ahle groeide op in een rijke familie in Mühlhausen. Zijn vader Hans was zeepproducent. Johann bezocht eerst het gymnasium te Mühlhausen en ging in 1643 voor verdere studie naar Göttingen. In 1645 startte hij met een theologiestudie aan de universiteit van Erfurt. In deze stad begon ook zijn muzikale carrière: hij werd hier in 1646 benoemd tot cantor van de Sankt Andreaskirche.
Na enkele jaren in Erfurt te hebben gewerkt keerde Ahle terug naar zijn geboortestad Mülhhausen. Hij huwde hier in 1650 met Anna-Maria Wölfer, met wie hij een jaar later zoon Johann Georg kreeg. In 1654 werd Ahle aangenomen als organist bij de Divi Blasiikerk.
Naast zijn werk als organist was Ahle ook een gevierd componist. Verder schreef hij gedichten en publiceerde hij over muziek, zoals een zangmethode voor schoolkinderen. Sinds 1655 was Ahle actief in het stadsbestuur, onder andere als raadslid en in 1673 als eerste burgemeester.
Na het overlijden van Ahle in 1673 volgde zijn zoon Johann Georg hem op als organist.

## Composities
Ahle is als componist vooral bekend vanwege de grote hoeveelheid religieuze liederen. Hij maakte hierbij gebruik van Bijbelteksten en van gedichten van onder anderen Johann Rist, Martin Opitz en zichzelf. Daarnaast schreef hij circa 60 orgelwerken.
Ahle combineerde de Duitse koralen met Italiaanse muziekinvloeden van onder anderen Claudio Monteverdi. Als componist speelde hij een belangrijke rol in de protestantse kerkmuziek. Door het vereenvoudigen van de muziek maakte hij deze geschikter voor een groter publiek. Hierbij sloot hij aan bij de muziekpraktijk van Michael Altenburg en Andreas Hammerschmidt. Ahles muziek was dan ook lange tijd populair.
In 1660 en 1662 publiceerde hij vier bundels met geestelijke liederen en hoewel deze liederen bedoeld waren voor solisten en koor, werden enkele liederen opgenomen in hymneboeken en de protestantse eredienst. Het lied Es ist genug is ook door latere componisten gebruikt: zo paste Johann Sebastian Bach in 1734 de tekst en melodie toe in het slotkoraal van zijn cantate O Ewigkeit, du Donnerwort terwijl Alban Berg de melodie gebruikte in zijn vioolconcert.